# Misa Eguchi
Misa Eguchi (江口 みさ Eguchi Misa, Nació el 18 de abril de 1992) es una tenista japonesa. 
Eguchi ha ganado cuatro singles y tres títulos de dobles en la gira de la ITF en su carrera. El 12 de septiembre de 2016, alcanzó su mejor ranking el cual fue la número 109. El 17 de noviembre de 2014, alcanzó el puesto número 185 del mundo en el ranking de dobles. 
En 2012, Eguchi participó tanto en el Abierto de Australia y Roland Garros, perdiendo en las primeras rondas de clasificación. En 2014, ganó su primer título ITF $ 50,000 evento en el McDonald de Burnie Internacional, derrotando Elizaveta Kulichkova en la final.

## Títulos WTA 125s
| Leyenda  | Individuales | Dobles |
| -------- | ------------ | ------ |
| WTA 125s | 0            | 0      |

### Individual (0)

#### Finalista (1)
| N.º | Fecha                    | Torneo | Superficie | Oponentes         | Resultado          |
| --- | ------------------------ | ------ | ---------- | ----------------- | ------------------ |
| 1.  | 11 de septiembre de 2016 | Dalian | Dura       | Kristýna Plíšková | 5-7, 6-4, 2-5 ret. |

### Dobles (0)

#### Finalista (1)
| N.º | Fecha                   | Torneos | Superficie | Pareja     | Oponentes                      | Resultado        |
| --- | ----------------------- | ------- | ---------- | ---------- | ------------------------------ | ---------------- |
| 1.  | 1 de septiembre de 2014 | Suzhou  | Dura       | Eri Hozumi | Chan Chin-wei Chuang Chia-jung | 1–6, 6–3, [7–10] |

## Títulos ITF

### Individual (6)
| Torneos de $100,000 |
| Torneos de $75,000  |
| Torneos de $50,000  |
| Torneos de $25,000  |
| Torneos de $15,000  |
| Torneos de $10,000  |

| N.º | Fecha                  | Torneo                | Superficie | Oponentes            | Resultado     |
| --- | ---------------------- | --------------------- | ---------- | -------------------- | ------------- |
| 1.  | 25 de abril de 2011    | Bangkok, Tailandia    | Dura       | Lu Jiajing           | 6–1, 6–1      |
| 2.  | 16 de mayo de 2011     | Karuizawa, Japón      | Carpet     | Rika Fujiwara        | 6–3, 6–3      |
| 3.  | 27 de enero de 2014    | Burnie, Australia     | Dura       | Elizaveta Kulichkova | 4–6, 6–2, 6–3 |
| 4.  | 24 de febrero de 2014  | Port Pirie, Australia | Dura       | Hiroko Kuwata        | 6–1, 6–2      |
| 5.  | 12 de octubre de 2015  | Toowoomba, Australia  | Dura       | Susanne Celik        | 7–6(8-6), 7–5 |
| 6.  | 9 de noviembre de 2015 | Bendigo, Australia    | Dura       | Hiroko Kuwata        | 7–6(7-5), 6–3 |

### Finales (5)
| N.º | Fecha                   | Torneo              | Superficie | Oponentes       | Resultado     |
| --- | ----------------------- | ------------------- | ---------- | --------------- | ------------- |
| 1.  | 6 de junio de 2011      | Tokio, Japón        | Dura       | Akiko Omae      | 3-6, 4-6      |
| 2.  | 5 de septiembre de 2011 | Noto, Japón         | Carpet     | Tamaryn Hendler | 6-7(4-7), 1-6 |
| 3.  | 3 de septiembre de 2012 | Noto, Japón         | Hierba     | Kazusa Ito      | 2-6, 4-6      |
| 4.  | 25 de febrero de 2013   | Sídney, Australia   | Dura       | Wang Yafan      | 2-6, 0-6      |
| 5.  | 21 de abril de 2014     | Seúl, Corea del Sur | Dura       | Misaki Doi      | 1-6, 6-7(3-7) |